# Lord-lieutenant du Worcestershire

## Nomination et fonctions actuelles
Les lord-lieutenants sont nommés par la reine pour chaque comté du Royaume-Uni, pour représenter la Couronne. Ils sont non politiques et prennent leur retraite à l'âge de 75 ans. Le poste n'est pas rémunéré.
Les cinq fonctions principales du lord-lieutenant sont:
- Organiser des visites dans le comté par des membres de la famille royale et escorter les visiteurs royaux;
- Présenter des médailles et des prix au nom de Sa Majesté, et donner des avis sur les nominations honorifiques;
- Comme Custos Rotulorum of Devon, dirigeant des instances judiciaires locales en tant que président des comités consultatifs sur les juges de paix et des commissaires généraux de l'impôt sur le revenu;
- Assurer la liaison avec les unités Royal Navy, Royal Marines, Army (et Territorial Army), Royal Air Force et associated cadet forces; et
- Participation à des activités civiques et bénévoles.

## Lord-lieutenants du Worcestershire jusqu'en 1974
Ceci est une liste de personnes qui ont servi lord-lieutenant du Worcestershire. Depuis 1719, tous les lord-lieutenants ont été également Custos Rotulorum of Worcestershire.
- voir Lord-lieutenant du pays de Galles Pour les lieutenants de pré-restauration
- Interregnum
- Thomas Hickman-Windsor, 7e baron Windsor 18 juillet 1660 – 17 juillet 1662
- Thomas Wriothesley, 4e comte de Southampton 17 juillet 1662 – 9 mars 1663
- Thomas Hickman-Windsor, 1er comte de Plymouth 9 mars 1663 – 3 novembre 1687
- Francis Smith, 2e vicomte Carrington 19 novembre 1687 – 16 avril 1689
- Charles Talbot, 1er duc de Shrewsbury 16 avril 1689 – 1er février 1718
- vacant
- William Coventry, 5e comte de Coventry 16 décembre 1719 – 18 mars 1751
- George Coventry, 6e comte de Coventry 7 mai 1751 – 23 novembre 1808
- George Coventry, 7e comte de Coventry 23 novembre 1808 – 26 mars 1831
- Thomas Foley, 3e baron Foley 23 avril 1831 – 16 avril 1833
- William Lyttelton, 3e baron Lyttelton 10 mai 1833 – 30 avril 1837
- Thomas Foley, 4e baron Foley 19 mai 1837 – 7 novembre 1839
- George Lyttelton, 4e baron Lyttelton 7 novembre 1839 – 19 avril 1876
- Frederick Lygon, 6e comte Beauchamp 17 mai 1876 – 19 février 1891
- George Coventry, 9e comte de Coventry 19 mars 1891 – 18 juillet 1923
- John Lyttelton, 9e vicomte Cobham 18 juillet 1923 – 31 juillet 1949
- Adm. Sir William Tennant 11 avril 1950 – 26 juillet 1963
- Charles Lyttelton, 10e vicomte Cobham 11 décembre 1963 – 31 mars 1974

Le 31 mars 1974, le Worcestershire fusionne avec le Herefordshire pour former le nouveau comté administratif de Hereford and Worcester, qui devient également une nouvelle zone de lieutenance (voir Lord-lieutenant de Hereford and Worcester). Après l'abolition de Hereford and Worcester en 1998 après seulement 24 ans, les deux comtés sont de nouveau devenus deux comtés administratifs distincts ainsi que deux zones de lieutenance distinctes.

## Lord-lieutenants du Worcestershire depuis 1998
- Sir Thomas Dunne 1er avril 1998 – 27 septembre 2001
- Michael Brinton, CVO 27 septembre 2001 – 23 avril 2012 [1],[2]
- Lt Col Patrick Holcroft 28 décembre 2012 - présent[3],

## Deputy Lieutenants
- Edward James Morton, Esq. 28 décembre 1900[4]
- Edward Vincent Vashon Wheeler 19 février 1901[5]
- Richard Carnac Temple
- Lt Col Patrick Holcroft 2009 - 28 décembre 2012[6],